# Речной (Зерноградский район)
Речной — посёлок в Зерноградском районе Ростовской области России.
Входит в состав Зерноградского городского поселения.

## География
На хуторе имеется одна улица: Заречная.

## Население
| 2010 |
| ---- |
| 5    |